# 侯家庙站
侯家庙站（Houjiamiao Railway Station）是位于中国河北省张家口市宣化区侯家庙镇侯家庙村境内，宣庞铁路上的一个火车站。